# Roddie Haley
Pour les articles homonymes, voir Haley.
Roddie Haley, né à Texarkana (Arkansas) le 6 décembre 1964 et mort dans la même ville le 17 février 2022, est un athlète américain spécialiste du 400 mètres. 

## Biographie
Il a remporté la médaille d'or du relais 4 × 400 mètres lors des Championnats du monde d'athlétisme 1987 de Rome aux côtés de Danny Everett, Antonio McKay et Harry Butch Reynolds, devançant avec le temps de 2 min 57 s 29 le Royaume-Uni et Cuba.
Son record personnel sur 400 m est de 44 s 48, réalisé le 18 mai 1986 lors du meeting de Houston.

### Palmarès
| Date | Compétition           | Lieu         | Résultat | Épreuve   | Performance   |
| ---- | --------------------- | ------------ | -------- | --------- | ------------- |
| 1987 | Jeux panaméricains    | Indianapolis | 1er      | 4 × 400 m | 2 min 59 s 54 |
| 1987 | Championnats du monde | Rome         | 1er      | 4 × 400 m | 2 min 57 s 29 |

### Records
| Épreuve    | Performance | Lieu    | Date        |
| ---------- | ----------- | ------- | ----------- |
| 400 mètres | 44 s 48     | Houston | 17 mai 1986 |